# Dolný Badín
Dolný Badín (ungarisch Alsóbágyon – bis 1892 Alsóbadin) ist eine Gemeinde in der Mitte der Slowakei mit 253 Einwohnern (Stand 31. Dezember 2024), die im Okres Krupina, einem Kreis des Banskobystrický kraj, liegt.

## Geographie
Die Gemeinde befindet sich in der Hochebene Krupinská planina, auf einem flachen Rücken zwischen den Tälern der Flüsschen Krupinica und Vrbovok. Das Ortszentrum liegt auf einer Höhe von 300 m n.m. und ist 13 Kilometer von Krupina entfernt (Straßenentfernung).
Nachbargemeinden sind Horný Badín im Norden, Čabradský Vrbovok im Osten und Süden, Selce im Südwesten und Uňatín im Westen.

## Geschichte
Auf dem Gemeindegebiet von Dolný Badín befanden sich archäologischen Untersuchungen zufolge Siedlungen der Lengyel-Kultur sowie der Lausitzer Kultur, später Siedlungen in der Latènezeit sowie slawische Besiedlung in der Zeit des Mährerreichs.
Dolný Badín wurde zum ersten Mal 1135 als Badin schriftlich erwähnt und war Teil der Herrschaft des Klosters in Bzovík. 1715 gab es 13 Haushalte, 1828 zählte man 33 Häuser und 195 Einwohner, die als Landwirte beschäftigt waren.
Bis 1918 gehörte der im Komitat Hont liegende Ort zum Königreich Ungarn und kam danach zur Tschechoslowakei beziehungsweise heute Slowakei.

## Bevölkerung
| Jahr                | 1994 | 2004    | 2014    | 2024   |
| ------------------- | ---- | ------- | ------- | ------ |
| Anzahl der Personen | 267  | 251     | 250     | 253    |
| Unterschied         |      | −5,99 % | −0,39 % | +1,2 % |

| Jahr                | 2023 | 2024    |
| ------------------- | ---- | ------- |
| Anzahl der Personen | 253  | 253     |
| Unterschied         |      | +1,42 % |

Nach der Volkszählung 2011 wohnten in Dolný Badín 257 Einwohner, alle davon Slowaken.
243 Einwohner bekannten sich zur Römisch-katholischen Kirche und neun Einwohner zur Evangelischen Kirche A. B. Fünf Einwohner waren konfessionslos.

## Bauwerke und Denkmäler
- römisch-katholische Erzengel-Michael-Kirche, ursprünglich gotische Kirche, die 1754, 1781 und 1876 umgebaut wurde[6]